# Xã Austin, Quận Macon, Illinois
Xã Austin (tiếng Anh: Austin Township) là một xã thuộc quận Macon, tiểu bang Illinois, Hoa Kỳ. Năm 2010, dân số của xã này là 214 người.